# Persone di nome Jon
| Questa pagina contiene informazioni ricavate automaticamente dalle voci biografiche con l'ausilio del template Bio e di un bot. L'aggiornamento è periodico e automatico e ricostruisce completamente la pagina. Se manca una persona in questa lista, sei pregato di non aggiungerla, ma accertati piuttosto che la sua voce biografica contenga il template Bio e che i dati anagrafici siano correttamente compilati. Se il template Bio manca, inseriscilo tu stesso o, in alternativa, metti l'avviso {{tmp\|Bio}} che ne segnala la mancanza. Se i dati riportati sono sbagliati, correggi direttamente la voce biografica; le modifiche saranno visibili in questa lista entro pochi giorni. Per chiarimenti vedi il progetto antroponimi. La lista contiene solo le 211 persone che sono citate nell'enciclopedia e per le quali è stato implementato correttamente il template Bio. Pagina aggiornata al 22 lug 2025. |

Questa è una lista di persone presenti nell'enciclopedia che hanno il nome Jon, suddivise per attività principale.

## Allenatori di calcio(5)
- Jon Erice, allenatore di calcio e ex calciatore spagnolo (Pamplona, n. 1986)
- Jon Andoni Goikoetxea, allenatore di calcio e ex calciatore spagnolo (Pamplona, n. 1965)
- Jon Olav Hjelde, allenatore di calcio e ex calciatore norvegese (Verdal, n. 1972)
- Jon McCarthy, allenatore di calcio e ex calciatore nordirlandese (Middlesbrough, n. 1970)
- Jon Dahl Tomasson, allenatore di calcio e ex calciatore danese (Copenaghen, n. 1976)

## Allenatori di football americano(1)
- Jon Gruden, allenatore di football americano statunitense (Sandusky, n. 1963)

## Astronauti(1)
- Jon McBride, astronauta statunitense (Charleston, n. 1943 - Charleston, † 2024)

## Attori(26)
- Jon Abrahams, attore statunitense (New York, n. 1977)
- Jon Cor, attore canadese (Timmins, n. 1984)
- Jon Cryer, attore statunitense (New York, n. 1965)
- Jon DeVries, attore statunitense (New York City, n. 1947)
- Jon Finch, attore britannico (Caterham, n. 1942 - Hastings, † 2012)
- Jon Foo, attore, artista marziale e stuntman inglese (Londra, n. 1982)
- Jon Foster, attore statunitense (Fairfield, n. 1984)
- Andre Gower, attore statunitense (Los Angeles, n. 1973)
- Jon Hall, attore statunitense (Fresno, n. 1915 - North Hollywood, † 1979)
- Jon Michael Hill, attore statunitense (Waukegan, n. 1985)
- Jon Huertas, attore statunitense (New York, n. 1969)
- Jon Lindstrom, attore, scrittore e regista statunitense (Medford, n. 1957)
- Jon Lormer, attore statunitense (Canton, n. 1906 - Burbank, † 1986)
- Jon López, attore, musicista e modello spagnolo (Valencia, n. 2000)
- Jay Mohr, attore e comico statunitense (Verona, n. 1970)
- Jon Olivares, attore e insegnante spagnolo (Madrid, n. 1988)
- Jon Pertwee, attore britannico (Chelsea, n. 1919 - Sherman, † 1996)
- Jon Polito, attore statunitense (Filadelfia, n. 1950 - Duarte, † 2016)
- Jon Prescott, attore statunitense (Mountain View, n. 1981)
- Jon Provost, attore statunitense (Los Angeles, n. 1950)
- Jon Rudnitsky, attore statunitense (Harrington Park, n. 1989)
- Jon Sklaroff, attore statunitense
- Jon Walmsley, attore, cantautore e polistrumentista britannico (Blackburn, n. 1956)
- Jon Wellner, attore statunitense (Evanston, n. 1975)
- Jon Whiteley, attore e storico dell'arte britannico (Monymusk, n. 1945 - † 2020)
- Jon Iversen, attore e regista danese (Sakskøbing, n. 1889 - Copenaghen, † 1964)

## Attori pornografici(2)
- Jon Dough, attore pornografico statunitense (Lancaster, n. 1962 - Los Angeles, † 2006)
- Jon Vincent, attore pornografico statunitense (New Orleans, n. 1962 - New York, † 2000)

## Attori teatrali(1)
- Jon Robyns, attore teatrale e cantante inglese (Manchester, n. 1982)

## Autori di videogiochi(1)
- Jon Hare, autore di videogiochi britannico (Ilford, n. 1966)

## Bassisti(2)
- Jon Brant, bassista statunitense (Chicago, n. 1954)
- Jon Jeary, bassista, compositore e produttore discografico britannico (Londra, n. 1968)

## Batteristi(4)
- Jon Fishman, batterista statunitense (Filadelfia, n. 1965)
- Jon Hiseman, batterista britannico (Londra, n. 1944 - Sutton, † 2018)
- Jon Schwartz, batterista statunitense (Chicago, n. 1956)
- Jon Theodore, batterista statunitense (Baltimora, n. 1973)

## Biatleti(2)
- Jon Istad, biatleta norvegese (Voss, n. 1937 - Voss, † 2012)
- Jon Åge Tyldum, ex biatleta norvegese (Snåsa, n. 1968)

## Biologi(2)
- Jon Kabat-Zinn, biologo e scrittore statunitense (New York, n. 1944)
- Jon J. van Rood, biologo olandese (Scheveningen, n. 1926 - Leeuwarden, † 2017)

## Calciatori(40)
- Jon Abrahamsen, ex calciatore norvegese (Vardø, n. 1951)
- Jon Aramburu, calciatore venezuelano (Caracas, n. 2002)
- Jon Aurtenetxe, calciatore spagnolo (Amorebieta, n. 1992)
- Jon Palmar Austnes, calciatore norvegese (n. 1945 - † 2022)
- Jon Bautista, calciatore spagnolo (Mahón, n. 1995)
- Jon Bell, calciatore statunitense (Rockville, n. 1997)
- Jon Birkfeldt, calciatore svedese (Helsingborg, n. 1996)
- Jon Björklund, ex calciatore svedese (Karlshamn, n. 1978)
- Jon Busch, ex calciatore statunitense (New York, n. 1976)
- Jon Errasti, ex calciatore spagnolo (Eibar, n. 1988)
- Jon André Fredriksen, calciatore norvegese (Moss, n. 1982)
- Jon Gallagher, calciatore irlandese (Dundalk, n. 1996)
- Jonan García, ex calciatore spagnolo (Bilbao, n. 1983)
- Jon Ander Garrido, ex calciatore spagnolo (Bilbao, n. 1989)
- Jon Gorenc-Stanković, calciatore sloveno (Lubiana, n. 1996)
- Jon Guridi, calciatore spagnolo (Azpeitia, n. 1995)
- Jon Harley, ex calciatore inglese (Maidstone, n. 1979)
- Jon Inge Høiland, ex calciatore norvegese (Fåberg, n. 1977)
- Jon Jönsson, ex calciatore svedese (Hässleholm, n. 1983)
- Jon Karrikaburu, calciatore spagnolo (Elizondo, n. 2002)
- Jon Kempin, ex calciatore statunitense (Leawood, n. 1993)
- Jon Knudsen, ex calciatore norvegese (Høybråten, n. 1974)
- Jon Ander Lambea, ex calciatore spagnolo (Bilbao, n. 1973)
- Jon Magunazelaia, calciatore spagnolo (Eibar, n. 2001)
- Jon Martín, calciatore spagnolo (San Sebastián, n. 2006)
- Jon Masalin, ex calciatore finlandese (Helsinki, n. 1986)
- Jon McCracken, calciatore scozzese (Glasgow, n. 2000)
- Jon Mersinaj, calciatore albanese (Tirana, n. 1999)
- Jon Midttun Lie, calciatore norvegese (Sandefjord, n. 1980)
- Jon Moncayola, calciatore spagnolo (Garínoain, n. 1998)
- Jon Morcillo, calciatore spagnolo (Amorebieta-Etxano, n. 1998)
- Jon Eirik Ødegaard, ex calciatore norvegese (Trondheim, n. 1972)
- Jon Ander Olasagasti, calciatore spagnolo (San Sebastián, n. 2000)
- Jon Otsemobor, ex calciatore inglese (Ormskirk, n. 1983)
- Jon Pacheco, calciatore spagnolo (Elizondo, n. 2001)
- Jon Andoni Pérez, ex calciatore spagnolo (Bilbao, n. 1974)
- Jon Ander Serantes, calciatore spagnolo (Barakaldo, n. 1989)
- Jon Taylor, calciatore inglese (Liverpool, n. 1992)
- Petter Wastå, ex calciatore svedese (Torsås, n. 1976)
- Jon Gaztañaga, calciatore spagnolo (Andoain, n. 1991)

## Canoisti(1)
- Jon Schofield, canoista britannico (Petersfield, n. 1985)

## Canottieri(1)
- Jon Beare, canottiere canadese (Toronto, n. 1974 - † 2023)

## Cantanti(8)
- Jon Davison, cantante e polistrumentista statunitense (Laguna Beach, n. 1971)
- Jon Henrik Fjällgren, cantante colombiano (Cali, n. 1987)
- Lady Bunny, cantante, attore e personaggio televisivo statunitense (Chattanooga, n. 1962)
- Andreas Johnson, cantante, musicista e paroliere svedese (Bjärred, n. 1970)
- Jon Lilygreen, cantante gallese (Newport, n. 1987)
- Jon Lukas, cantante e musicista maltese (Paola, n. 1948 - † 2021)
- Jon Secada, cantante e compositore cubano (L'Avana, n. 1961)
- Jon Stevens, cantante neozelandese (Upper Hutt, n. 1961)

## Cantautori(5)
- Jon Bon Jovi, cantautore, musicista e attore statunitense (Perth Amboy, n. 1962)
- Jon Howard, cantautore, chitarrista e compositore statunitense (Mechanicsburg, n. 1985)
- Jon McLaughlin, cantautore statunitense (Anderson, n. 1982)
- Jon Nödtveidt, cantautore e chitarrista svedese (Strömstad, n. 1975 - Hässelby, † 2006)
- Jon Randall, cantautore e produttore discografico statunitense (Dallas, n. 1969)

## Cestisti(10)
- Jon Barry, ex cestista statunitense (Oakland, n. 1969)
- Jon Cincebox, cestista statunitense (Endicott, n. 1936 - Rochester, † 2016)
- Jon Cortaberría, ex cestista spagnolo (San Sebastián, n. 1982)
- Jon Diebler, ex cestista e dirigente sportivo statunitense (Upper Sandusky, n. 1988)
- J.R. Holden, ex cestista e dirigente sportivo statunitense (Pittsburgh, n. 1976)
- Jon Koncak, ex cestista statunitense (Cedar Rapids, n. 1963)
- Jon Korfas, ex cestista e allenatore di pallacanestro statunitense (Akron, n. 1962)
- Jon Leuer, ex cestista statunitense (Long Lake, n. 1989)
- Jon McGlocklin, ex cestista statunitense (Franklin, n. 1943)
- Jon Sundvold, ex cestista statunitense (Sioux Falls, n. 1961)

## Chitarristi(3)
- Jon Gomm, chitarrista inglese (Blackpool, n. 1977)
- Jon Hudson, chitarrista statunitense (San Francisco, n. 1968)
- Jon Levin, chitarrista e avvocato statunitense (Woodmere, n. 1966)

## Ciclisti su strada(5)
- Jon Aberasturi, ciclista su strada spagnolo (Vitoria, n. 1989)
- Jon Barrenetxea, ciclista su strada spagnolo (Gamiz-Fika, n. 2000)
- Jon Ander Insausti, ex ciclista su strada e ciclocrossista spagnolo (Mutiloa, n. 1992)
- Jon Odriozola, ex ciclista su strada e dirigente sportivo spagnolo (Oñati, n. 1970)
- Jon Unzaga, ex ciclista su strada spagnolo (Llodio, n. 1962)

## Combinatisti nordici(1)
- Jon Snersrud, combinatista nordico e saltatore con gli sci norvegese (Flå, n. 1902 - Tinn, † 1986)

## Compositori(2)
- Jon Ehrlich, compositore statunitense (New York, n. 1967)
- Jon Ekstrand, compositore svedese (Tumba, n. 1976)

## Conduttori televisivi(2)
- Jon Savage, conduttore televisivo, critico musicale e giornalista britannico (Paddington, n. 1953)
- Jon Tickle, conduttore televisivo britannico (Norwich, n. 1974)

## Culturisti(1)
- Jon Mikl Thor, culturista e cantante canadese (Vancouver, n. 1958)

## Danzatori su ghiaccio(1)
- Jon Lane, ex danzatore su ghiaccio britannico (n. 1949)

## Dirigenti d'azienda(1)
- Jon Ola Sand, dirigente d'azienda e produttore televisivo norvegese (Oslo, n. 1961)

## Drammaturghi(1)
- Jon Robin Baitz, drammaturgo, sceneggiatore e produttore televisivo statunitense (Los Angeles, n. 1961)

## Filosofi(1)
- Jon Elster, filosofo e sociologo norvegese (Oslo, n. 1940)

## Generali(1)
- Jon A. Jensen, generale statunitense (Council Bluffs, n. 1958)

## Giocatori di baseball(1)
- Jon Rauch, ex giocatore di baseball statunitense (Louisville, n. 1978)

## Giocatori di calcio a 5(2)
- Jon Holt, giocatore di calcio a 5 e ex calciatore norvegese
- Jon Parry, ex giocatore di calcio a 5 statunitense (Overland Park, n. 1969)

## Giocatori di football americano(12)
- Jon Arnett, giocatore di football americano statunitense (Los Angeles, n. 1935 - Lake Oswego, † 2021)
- Jon Drenckhahn, ex giocatore di football americano statunitense
- Reggie Dupard, ex giocatore di football americano statunitense (New Orleans, n. 1963)
- Jon Feliciano, giocatore di football americano statunitense (Davie, n. 1992)
- Jon Giesler, ex giocatore di football americano statunitense (Toledo, n. 1956)
- Jon Hand, ex giocatore di football americano statunitense (Sylacauga, n. 1963)
- Jon Kitna, ex giocatore di football americano statunitense (Tacoma, n. 1972)
- Jon Kolb, ex giocatore di football americano statunitense (Ponca City, n. 1947)
- Jon Rhattigan, giocatore di football americano statunitense (Naperville, n. 1999)
- Jon Runyan Jr., giocatore di football americano statunitense (Houston, n. 1997)
- Jon Tostovin, ex giocatore di football americano australiano (n. 1986)
- Steve Young, ex giocatore di football americano statunitense (Salt Lake City, n. 1961)

## Giornalisti(1)
- Jon Ronson, giornalista, scrittore e sceneggiatore britannico (Cardiff, n. 1967)

## Golfisti(1)
- Jon Rahm, golfista spagnolo (Barrika, n. 1994)

## Imprenditori(1)
- Jon Fisher, imprenditore e economista statunitense (Stanford, n. 1972)

## Informatici(5)
- Jon Bentley, informatico statunitense (Long Beach, n. 1953)
- Jon Hall, programmatore statunitense (n. 1950)
- Jon Lech Johansen, programmatore norvegese (Harstad, n. 1983)
- Jon Kleinberg, informatico statunitense (Boston, n. 1971)
- Jon Stephenson von Tetzchner, programmatore e imprenditore islandese (Seltjarnarnes, n. 1967)

## Lottatori(1)
- Jon Rønningen, ex lottatore norvegese (Oslo, n. 1962)

## Modelli(1)
- Jon Kortajarena, supermodello e attore spagnolo (Bilbao, n. 1985)

## Montatori(2)
- Jon Harris, montatore, regista e produttore cinematografico britannico (Sheffield, n. 1967)
- Jon Poll, montatore, regista e produttore cinematografico statunitense (n. 1958)

## Musicisti(2)
- Jon Brooks, musicista britannico
- Jon Carin, musicista, cantante e compositore statunitense (New York, n. 1964)

## Nuotatori(1)
- Jon Olsen, ex nuotatore statunitense (Jonesboro, n. 1969)

## Ornitologi(1)
- Jon Edward Ahlquist, ornitologo e biologo statunitense (n. 1944 - Huntsville, † 2020)

## Pallamanisti(1)
- Jon Belaustegui, ex pallamanista spagnolo (San Sebastián, n. 1979)

## Pallanuotisti(1)
- Jon Svendsen, pallanuotista statunitense (Berkeley, n. 1953 - † 2024)

## Pallavolisti(1)
- Jon Rivera, pallavolista portoricano (San Juan, n. 1996)

## Percussionisti(1)
- Jon Christensen, percussionista e batterista norvegese (Oslo, n. 1943 - Oslo, † 2020)

## Piloti automobilistici(2)
- Jon Fogarty, pilota automobilistico statunitense (Palo Alto, n. 1975)
- Jon Lancaster, pilota automobilistico britannico (Leeds, n. 1988)

## Polistrumentisti(1)
- Jon Brion, polistrumentista e compositore statunitense (Glen Ridge, n. 1963)

## Politici(8)
- Jon Bakken, politico norvegese (n. 1943)
- Jon Lynn Christensen, politico statunitense (St. Paul, n. 1963)
- Jon Corzine, politico e banchiere statunitense (Taylorville, n. 1947)
- Jon Fox, politico statunitense (Abington, n. 1947 - Abington, † 2018)
- Jon Huntsman, politico e diplomatico statunitense (Palo Alto, n. 1960)
- Jon Husted, politico statunitense (Royal Oak, n. 1967)
- Jon Kyl, politico statunitense (Oakland, n. 1942)
- Jon Runyan, politico e giocatore di football americano statunitense (Flint, n. 1973)

## Presbiteri(1)
- Jon Sobrino, presbitero, religioso e teologo spagnolo (Barcellona, n. 1938)

## Produttori cinematografici(2)
- Jon Landau, produttore cinematografico statunitense (New York, n. 1960 - Los Angeles, † 2024)
- Jon Peters, produttore cinematografico statunitense (Los Angeles, n. 1945)

## Produttori discografici(1)
- Jon Landau, produttore discografico, critico musicale e dirigente d'azienda statunitense (New York, n. 1947)

## Registi(5)
- Jon Amiel, regista e produttore televisivo britannico (Londra, n. 1948)
- Jon Hurwitz, regista e sceneggiatore statunitense (Randolph, n. 1977)
- Jon Jost, regista statunitense (Chicago, n. 1943)
- Jon Knautz, regista e sceneggiatore canadese (Ottawa, n. 1979)
- Jon S. Baird, regista scozzese (Aberdeen, n. 1972)

## Rugbisti a 15(1)
- Jon Preston, ex rugbista a 15, allenatore di rugby a 15 e commentatore televisivo neozelandese (Dunedin, n. 1967)

## Saggisti(1)
- Jon Krakauer, saggista e alpinista statunitense (Brookline, n. 1954)

## Saltatori con gli sci(2)
- Jon Eilert Bøgseth, ex saltatore con gli sci norvegese (n. 1959)
- Jon Inge Kjørum, ex saltatore con gli sci norvegese (Hamar, n. 1965)

## Scacchisti(1)
- Jon Ludvig Hammer, scacchista norvegese (Bergen, n. 1990)

## Sceneggiatori(2)
- Jon Harmon Feldman, sceneggiatore, produttore televisivo e regista statunitense (n. 1967)
- Jon Lucas e Scott Moore, sceneggiatore statunitense (Summit, n. 1975)

## Schermidori(1)
- Jon Normile, ex schermidore statunitense (Cleveland, n. 1967)

## Sciatori alpini(2)
- Jon Strand, ex sciatore alpino norvegese (n. 1940)
- Jon Terje Øverland, ex sciatore alpino norvegese (Tinn, n. 1944)

## Sciatori freestyle(1)
- Jon Sallinen, sciatore freestyle finlandese (Helsinki, n. 2000)

## Scrittori(2)
- Jon Fosse, scrittore e drammaturgo norvegese (Haugesund, n. 1959)
- Jon McGregor, scrittore britannico (Bermuda, n. 1976)

## Showgirl e showman(1)
- Jon Brower Minnoch, showman statunitense (Bainbridge Island, n. 1941 - Seattle, † 1983)

## Taekwondoka(1)
- Jon García, taekwondoka spagnolo (Durango, n. 1977)

## Tennisti(2)
- Jon Ireland, ex tennista australiano (Sydney, n. 1967)
- Jon Levine, ex tennista statunitense (Phoenix, n. 1963)

## Traduttori(1)
- Jon Rognlien, traduttore e critico letterario norvegese (Oslo, n. 1960)

## Trombettisti(2)
- Jon Faddis, trombettista, direttore d'orchestra e compositore statunitense (Oakland, n. 1953)
- Jon Hassell, trombettista e compositore statunitense (Memphis, n. 1937 - † 2021)

## Wrestler(2)
- Jon Heidenreich, ex wrestler e ex giocatore di football americano statunitense (New Orleans, n. 1969)
- Jon Hugger, wrestler statunitense (Atlanta, n. 1977)

## Senza attività specificata(3)
- Jon Johnson, tecnico del suono statunitense (Wyoming, n. 1954)
- Jon Olsson, ex sciatore freestyle e sciatore alpino svedese (Mora, n. 1982)
- Jon Wozencroft, grafico inglese (Epsom, n. 1958)